# Shefa-Amr
Shefa-Amr (en hebreu: שפרעם) (en àrab: شفاعمرو) és una ciutat del Districte Nord d'Israel. Segons l'Oficina Central d'Estadístiques d'Israel (OCEI), a la finals de 2015 la ciutat tenia una població de 40.017 habitants.

## Demografia
D'acord amb les dades del cens de l'Oficina Central d'Estadístiques d'Israel (OCEI) en 2015 vivien unes 40.017 persones a Shefa-Amr, amb una taxa de creixement del 2.0%. La seva població està formada per un 25.2% de cristians, un 14.2 drusos i sunnites.

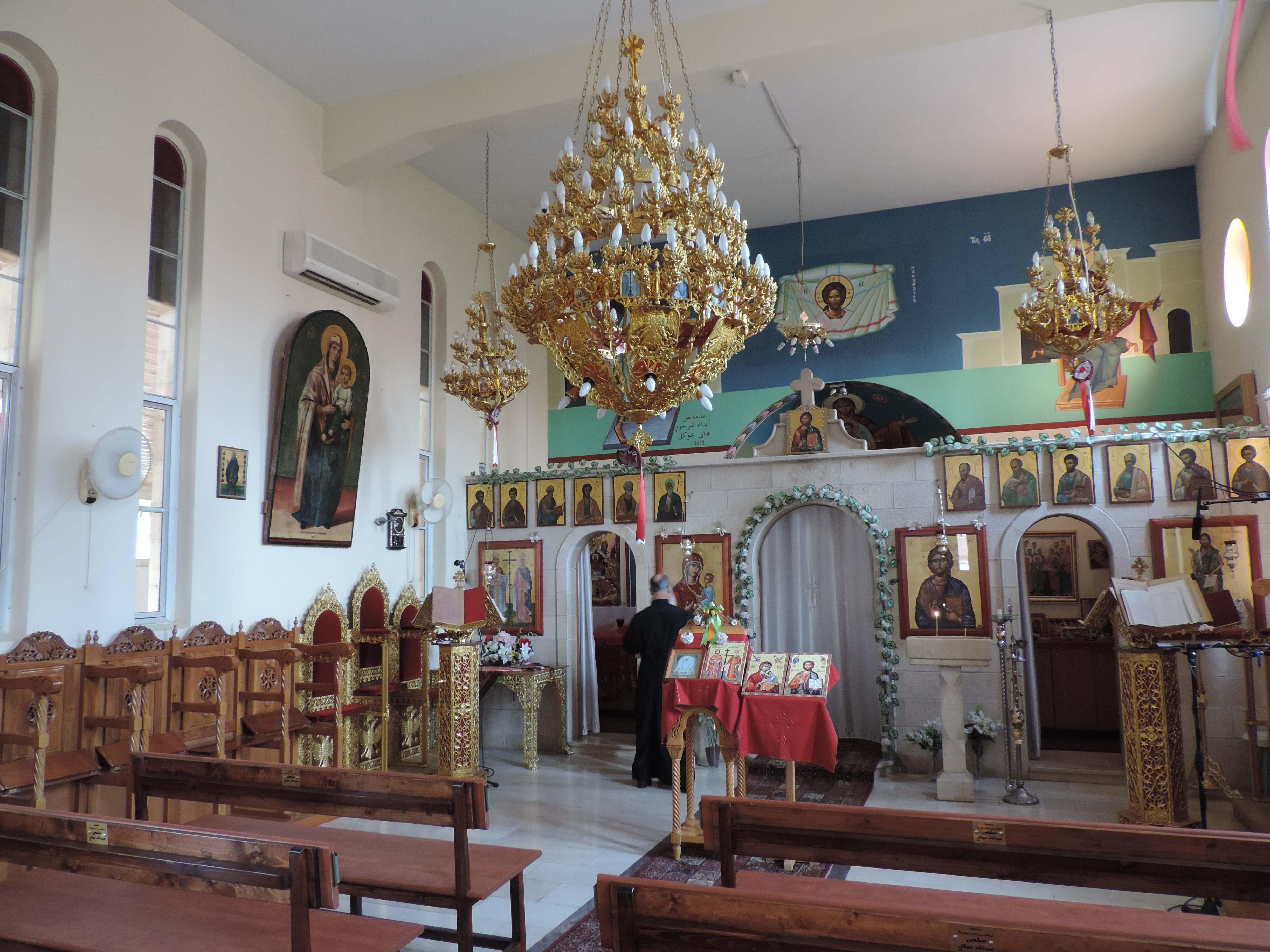
Església Catòlica Melquita a Shefa-Amr